# Jacquelyn Masche
Jacquelyn Masche (* unbekannt) ist eine Schauspielerin.

## Leben
Masche hatte 1986 ihren ersten Filmauftritt in Fire in the Night. Es folgten Auftritte in den Fernsehserien California Clan (1987), Ein Engel auf Erden (1988) und Raumschiff Enterprise: Das nächste Jahrhundert (1992). Weitere Filme, in denen sie spielte, sind Beach Balls (1988), Der Blob (1988), Nightmare on Elm Street 4 (1988) und Von allen Geistern besessen! (1990).

## Filmografie
- 1986: Fire in the Night
- 1987: California Clan (Santa Barbara, Fernsehserie, eine Folge)
- 1988: Ein Engel auf Erden (Highway to Heaven, Fernsehserie, eine Folge)
- 1988: Beach Balls
- 1988: Der Blob (The Blob)
- 1988: Nightmare on Elm Street 4 (A Nightmare on Elm Street 4: The Dream Master)
- 1992: Raumschiff Enterprise: Das nächste Jahrhundert (Star Trek: The Next Generation, Fernsehserie, eine Folge)
- 1990: Von allen Geistern besessen! (Repossessed)